# Spoorlijn Roosendaal - Breda
De 23 kilometer lange spoorlijn tussen de Nederlandse steden Roosendaal en Breda werd aangelegd door de Société Anonyme des chemins de fer d'Anvers à Rotterdam (AR). Het gedeelte tussen Roosendaal en Etten-Leur werd geopend in 1854, vanaf mei 1855 is het hele traject in gebruik.

## Stations en gebouwen
Overzicht van stations langs de lijn (cursief: voormalig station):
| Station                      | Geopend | Huidig gebouw                                                            |
| ---------------------------- | ------- | ------------------------------------------------------------------------ |
| Roosendaal                   | 1854    | 1949, NS, 3e gebouw, uniek ontwerp van Van Ravesteyn                     |
| Seppe                        | 1875    | 1884, AR, 1e gebouw, uniek ontwerp, station gesloten in 1940             |
| Hoeven                       | 1875    | geen, gebouw gesloopt in 1950, station gesloten in 1936                  |
| Etten Vosschendaalschestraat | 1854    | geen, tijdelijk station gesloten in 1854                                 |
| Etten-Leur                   | 1854    | 1965, NS, 2e gebouw, Standaardtype Douma, station gesloten van 1940-1965 |
| Leur                         | 1912    | geen, station gesloten in 1938                                           |
| Liesbosch                    | 1874    | geen, gebouw gesloopt in 1972, station gesloten in 1934                  |
| Princenhage                  | 1880    | geen, gebouw gesloopt in 1987, station gesloten in 1930                  |
| Breda AR                     | 1855    | geen, gebouw gesloopt in 1968, station gesloten in 1860                  |
| Breda                        | 1860    | 2016, NS, 3e gebouw, uniek ontwerp van Van Velsen                        |

## Dienstregeling
De volgende treinserie rijdt volgens dienstregeling 2025 op dit traject:
| Serie | Treinsoort     | Route | Bijzonderheden |
| ----- | -------------- | --- | -------------- |
| 3600  | Intercity (NS) | Roosendaal – Breda – Tilburg – 's-Hertogenbosch – Nijmegen – Arnhem Centraal – Dieren – Zutphen – Deventer – Zwolle |                |